# My Assassin Girlfriend
My Assassin Girlfriend (chino: 朕的刺客女友, pinyin: Zhen De Ci Ke Nu You), es una serie de televisión china transmitida del 30 de julio del 2018 hasta el 1 de agosto del 2018 a través de iQiyi y Netflix.

## Sinopsis
La serie sigue la historia de amor y amistad entre el Rey Bai Yinqi y la asesina Yu Yan, así como la de Tian Xiaoli, el guardia del rey y Bai Zhu, una joven del año moderno.
Bai Yinqi es el Rey de Sumero, es un joven guapo e inteligente pero sus habilidades y puntos fuertes no sirven de nada en una corte imperial que está controlada por funcionarios corruptos. Asesinos van y vienen, sin embargo cuando conoce a Yu Yan, una asesina se enamora de ella.
Debido a un nuevo intento de asesinato en su contra, en donde su guardia imperial Tian Xiaoli arriesga su vida para salvarlo, junto a Xiaoli y Yu Yan viajan en el tiempo hasta el año 2018 gracias a un misterioso reloj en el bolsillo de Yinqi.
En el presente, Yinqi asume la identidad del único sucesor de la poderosa compañía "Bai Group", sin embargo aún se enfrenta a peligros de todos los frentes debido a su origen como hijo ilegítimo. Mientras que Yu Yan en el presente, no recuerda su vida pasada ni haber conocido a Yiqin. Aunque al inicio no se llevan bien, finalmente comienzan a enamorarse uno del otro.

## Reparto

### Personajes principales
| Actor                              | Personaje           | Nº de episodios | Notas |
| ---------------------------------- | ------------------- | --------------- | ----- |
| Cai Zhichen (Ryota / 蔡知辰)       | Rey Bai Yinqi       | 24              |       |
| Chen Haolan (陈昊蓝 / Anna Hollen) | Yu Yan / Yu Juanzhi | 24              |       |

### Personajes secundarios
| Actor                   | Personaje    | Nº de episodios | Notas                                                    |
| ----------------------- | ------------ | --------------- | -------------------------------------------------------- |
| Cong Jianzhang (丛健彰) | Tian Xiaoli  | -               | Es un guardia imperial y el guardaespaldas de Bai Yinqi. |
| Xu Jie (徐婕)           | Bai Zhu      | -               |                                                          |
| Chen Xuanming (陈宣铭)  | Bai He       | -               |                                                          |
| Wang Zhen (王振)        | Cai Wenguang | -               |                                                          |
| Wang Xinting            | Cai Wenqi    | -               |                                                          |
| Wang Weizhi (王韦智)    | Bai Fuguan   | -               |                                                          |
| Ma Ang (马昂)           | Bai Di       | -               |                                                          |
| Su Youchen (苏宥辰)     | Bai Peng     | -               |                                                          |
| Pu Xingyu (蒲星宇)      | Meng Lu      | -               |                                                          |
| Huang Jinming (黄锦明)  | Liu Gelao    | -               |                                                          |

### Otros personajes
| Actor            | Personaje      | Nº de episodios | Notas |
| ---------------- | -------------- | --------------- | ----- |
| Ai Weiwa         | Tai Hou        | -               |       |
| Tai Yawen        | Xiao Jiejie A  | -               |       |
| Zhang Zhen       | Xiao Jiejie B  | -               |       |
| Zhang Ruiqing    | Xiao Jiejie C  | -               |       |
| Gu Jiayi         | Xiao Jiejie D  | -               |       |
| Luo Dian         | Hai Tang       | -               |       |
| Jiang Shuncheng  | Da Taijian     | -               |       |
| Zhang Tao (张涛) | Gong Yingshang | -               |       |

## Episodios
La serie está conformada por 24 episodios, los cuales fueron emitidos todos los lunes y martes a las 20:00, 2 episodios por día y todos los episodios para los VIP.

## Música
El Soundtrack de la serie estuvo conformada por 4 canciones.
| No. | Artista (as)             | Canción                            | Notas |
| --- | ------------------------ | ---------------------------------- | ----- |
| 1   | Zhou Yanchen y Zhang Xin | "Chui Xue" (吹雪)                  |       |
| 2   | Zhu Xingjie              | "2018 Du Jia Ji Yi" (2018独家记忆) |       |
| 3   | Jian Chaliao             | "Gui" (鍚归洩)                     |       |
| 4   | Bian Span                | "2018 Cong Ban" (2018鐙璁板繂)   |       |

## Producción
La serie también es conocida como "Awkward Assassin Girlfriend".
Fue dirigida por Li Yunzhen (李韵臻), quien contó con el apoyo del guionista Ji Jingrong (纪静蓉).